# Święty w Palm Springs (film 1941)
Święty w Palm Springs (ang The Saint in Palm Springs) – amerykański film z 1941 w reżyserii Jacka Hively.